# Chapelle Notre-Dame-du-Bout-du-Pont de Lherm
La chapelle Notre-Dame du Bout-du-Pont est une chapelle située à Lherm, dans le département français de la Haute-Garonne, en France.

## Historique
D’origine inconnue, cet édifice en briques cuites surmonté d’un petit campanile, à nef rectangulaire et chœur en demi-cercle avec charpente plafonnée, a la forme romane des chapelles primitives de la région.

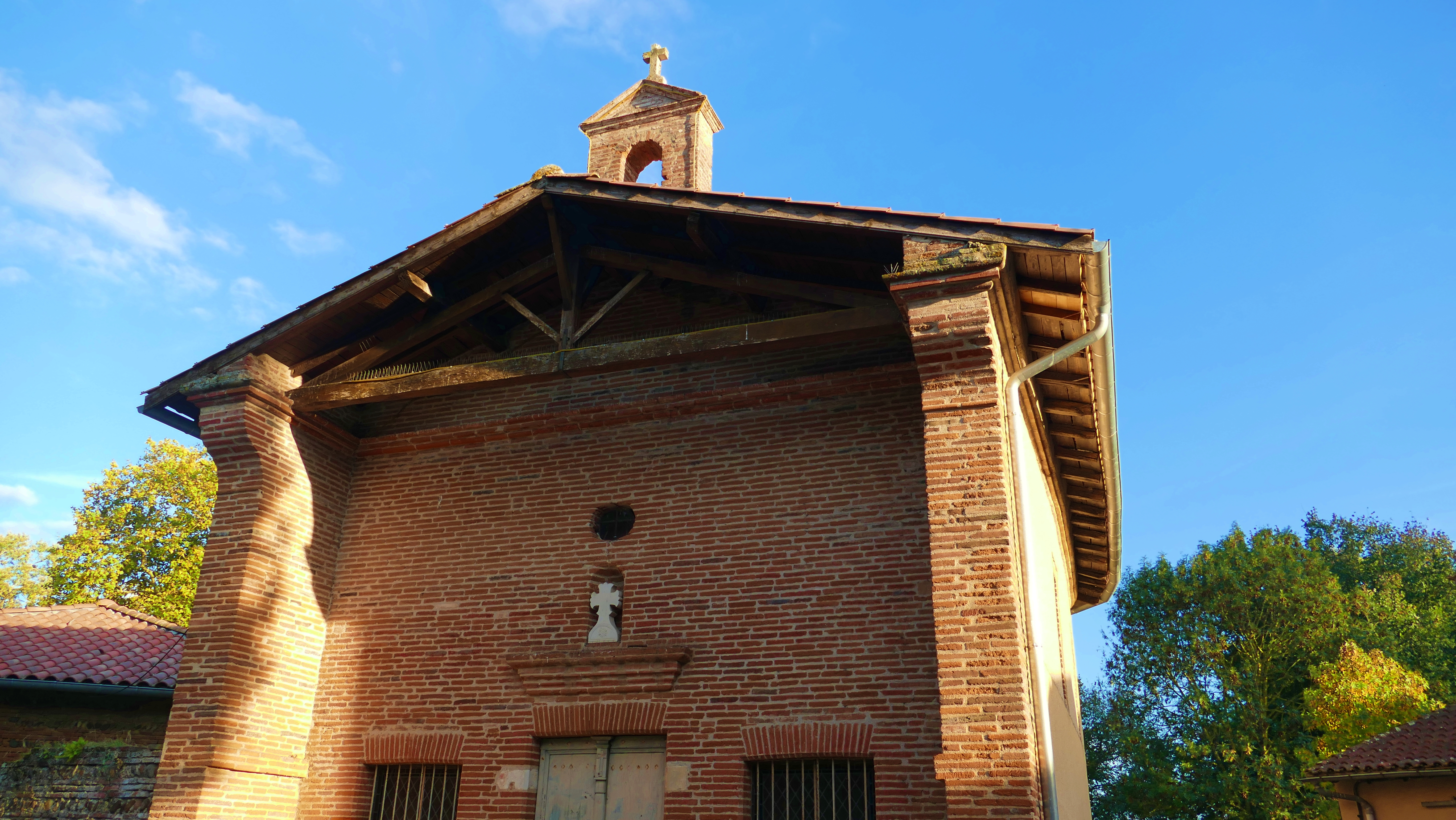
Chapelle Notre-Dame du Bout-du-Pont

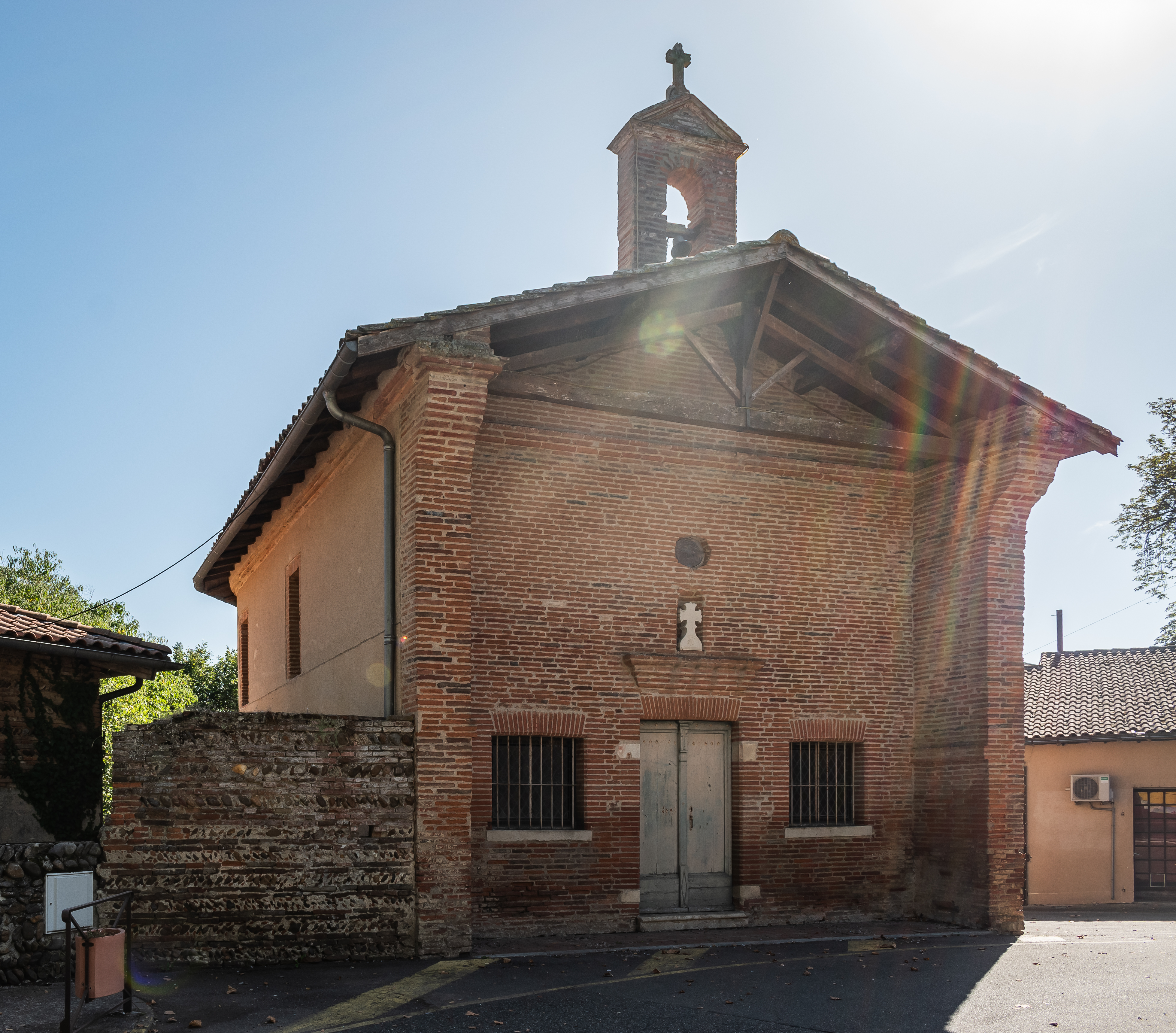
Chapelle Notre-Dame du Bout-du-Pont
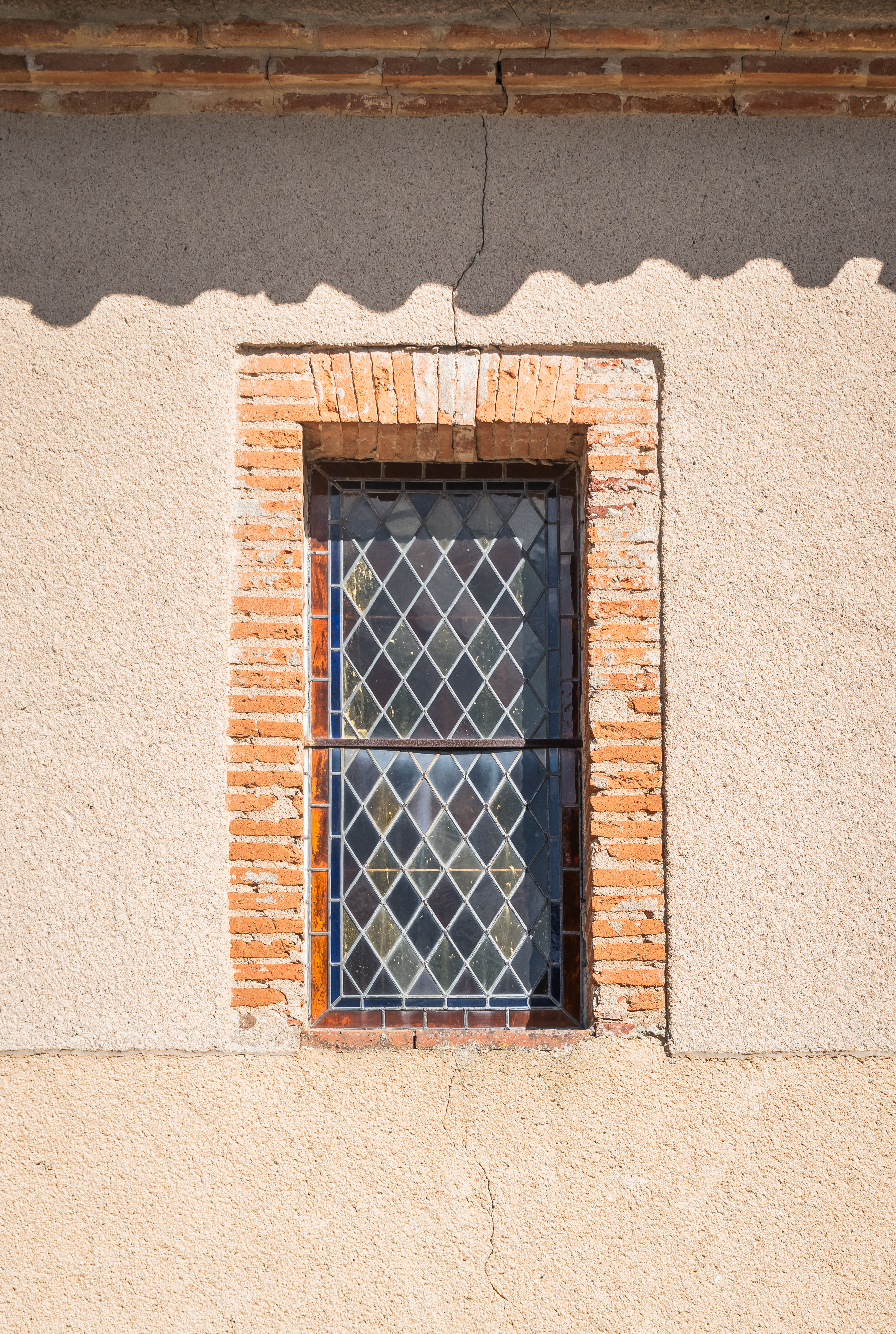
Vitrail de la chapelle Notre-Dame du Bout-du-Pont
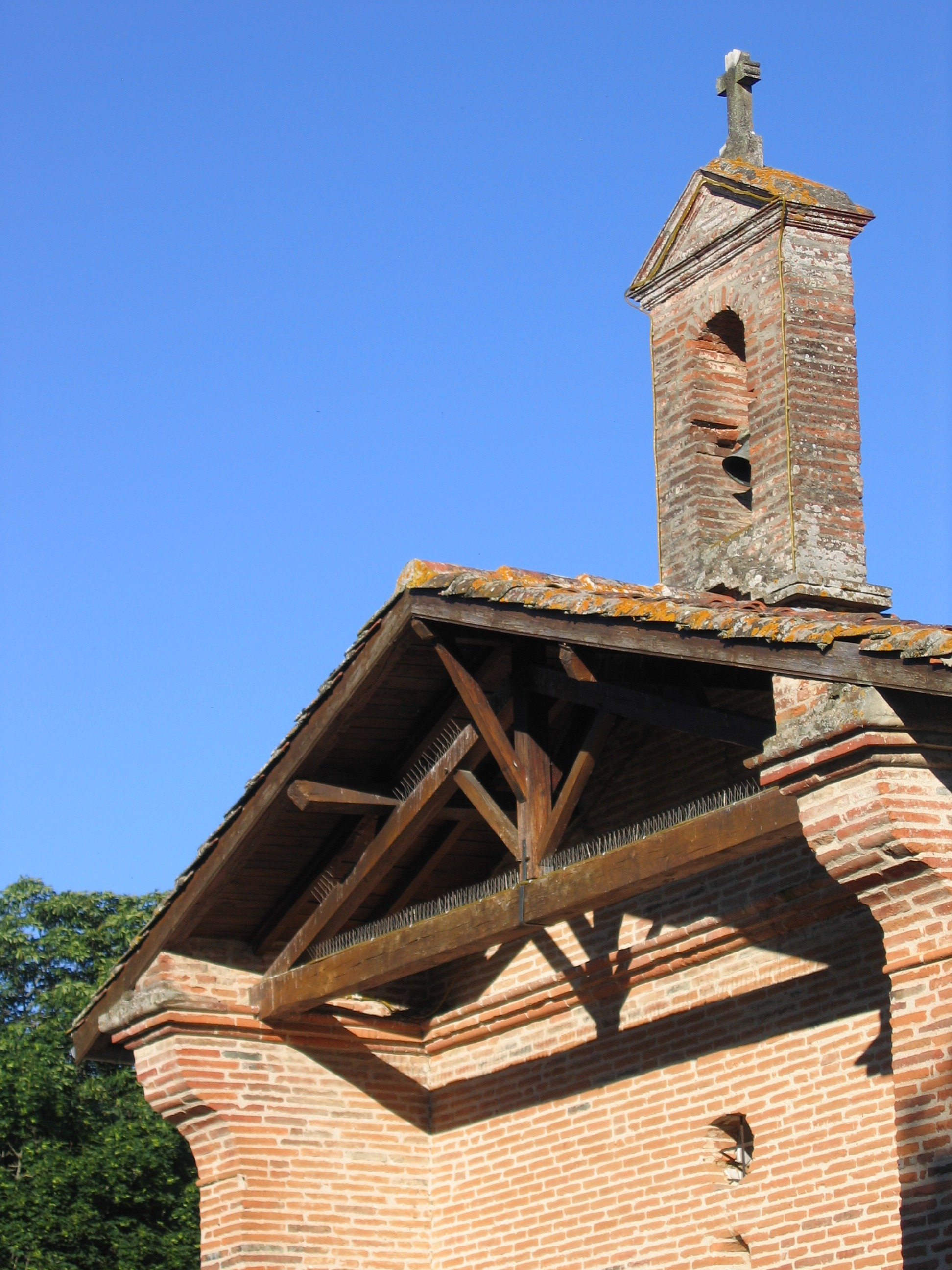
Campanile de la chapelle Notre-Dame du Bout-du-Pont
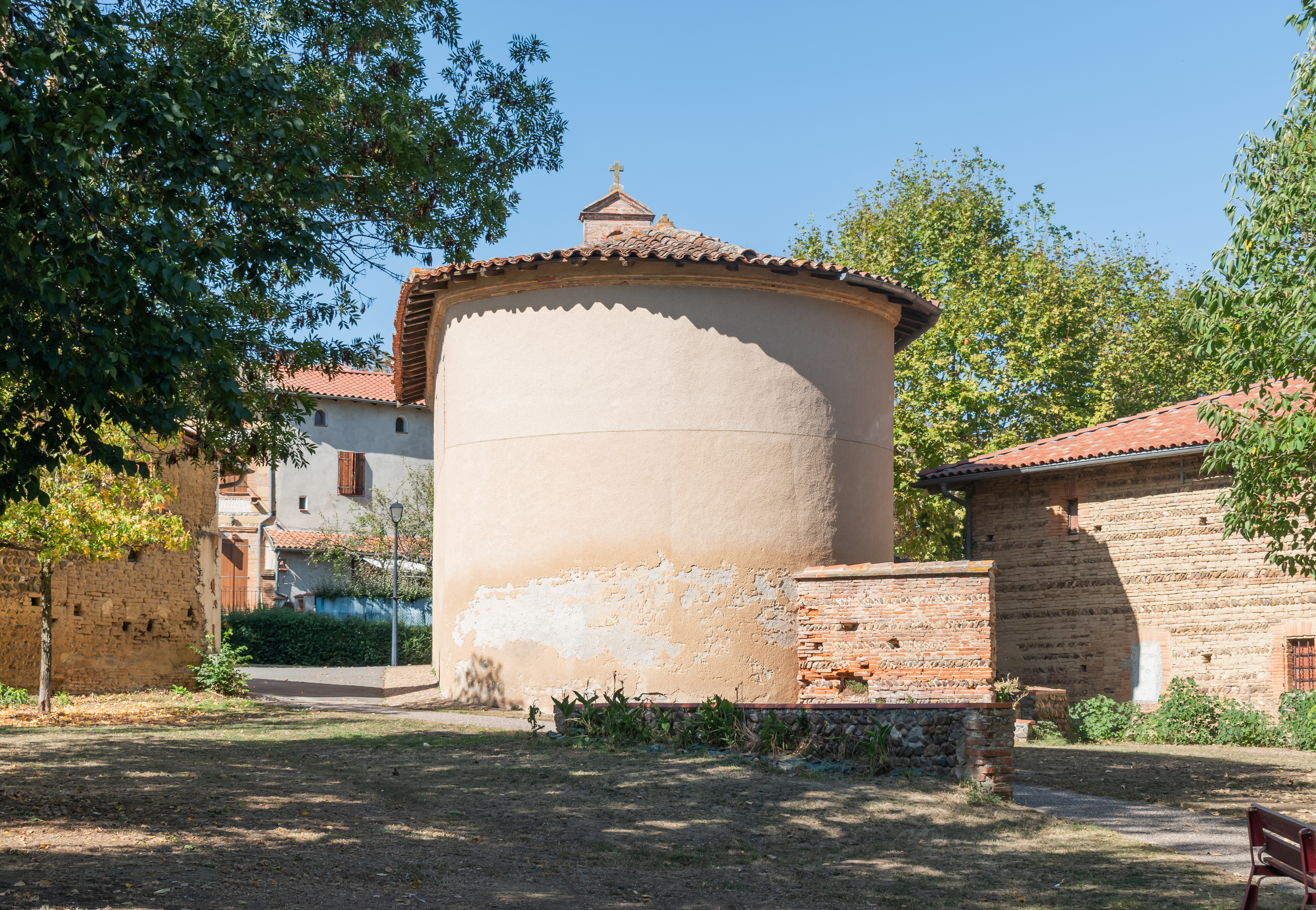
Chapelle Notre-Dame du Bout-du-Pont

Cette chapelle se trouvait vraisemblablement dans la première enceinte du Lherm, en dehors du castrum (lieu fortifié) à l'époque du château féodal du Xe sièclee.
Placée à l’extrémité du pont (probablement) levis qui permettait le franchissement des douves entourant le château fort démoli en 1840, elle a sans doute été fondée au Moyen-Âge. Il était alors courant de construire une chapelle à l’extrémité d’un château pour y recevoir les serfs et les étrangers non titrés. L'ancien vivier comblé au milieu du XXe siècle était la dernière trace de ces douves.

Elle renferme des fresques du XVIIe siècle siècle ainsi qu’un retable doré du XIXe siècle.

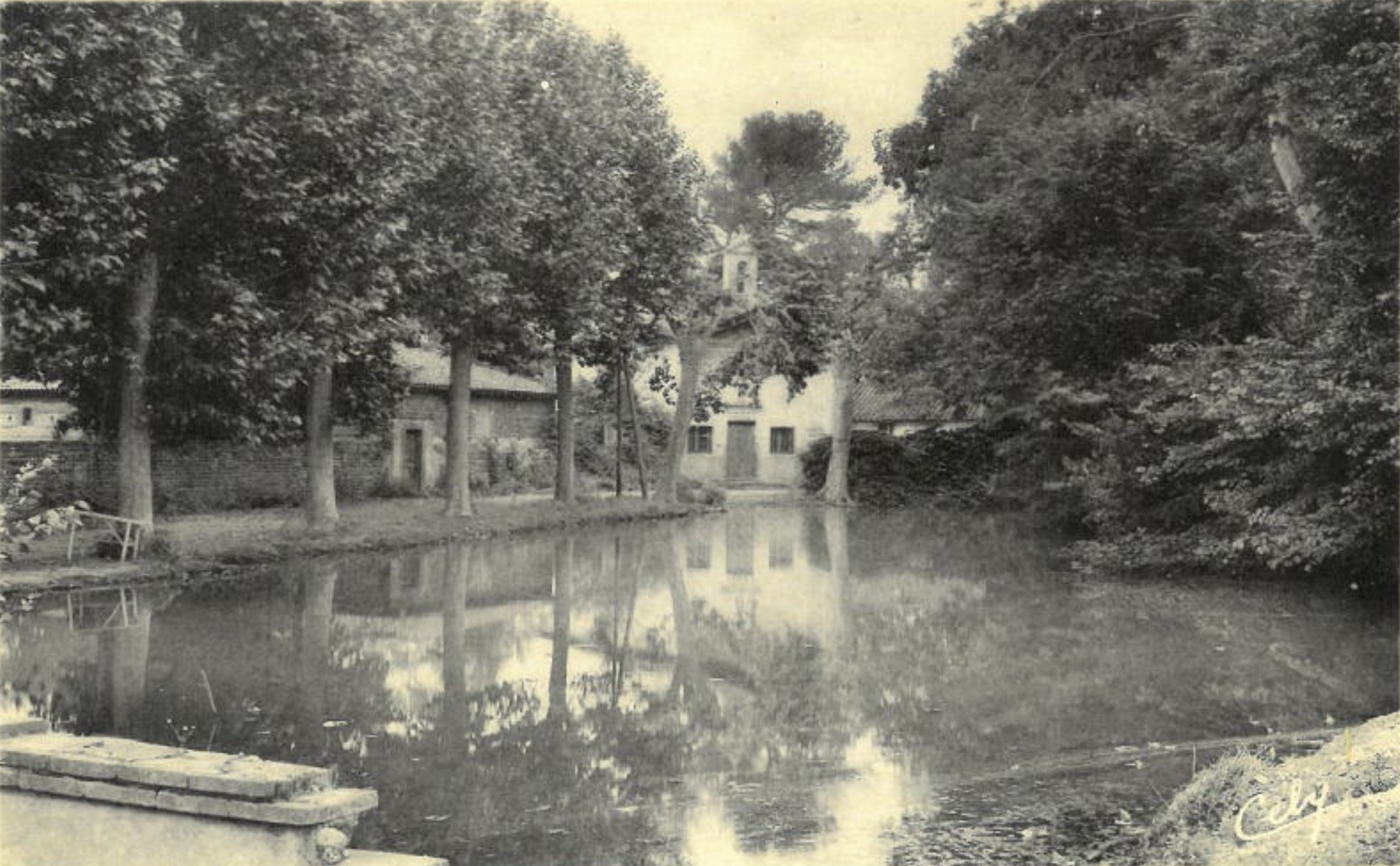
Etang et Chapelle Notre-Dame-du-Bout-du-Pont de Lherm
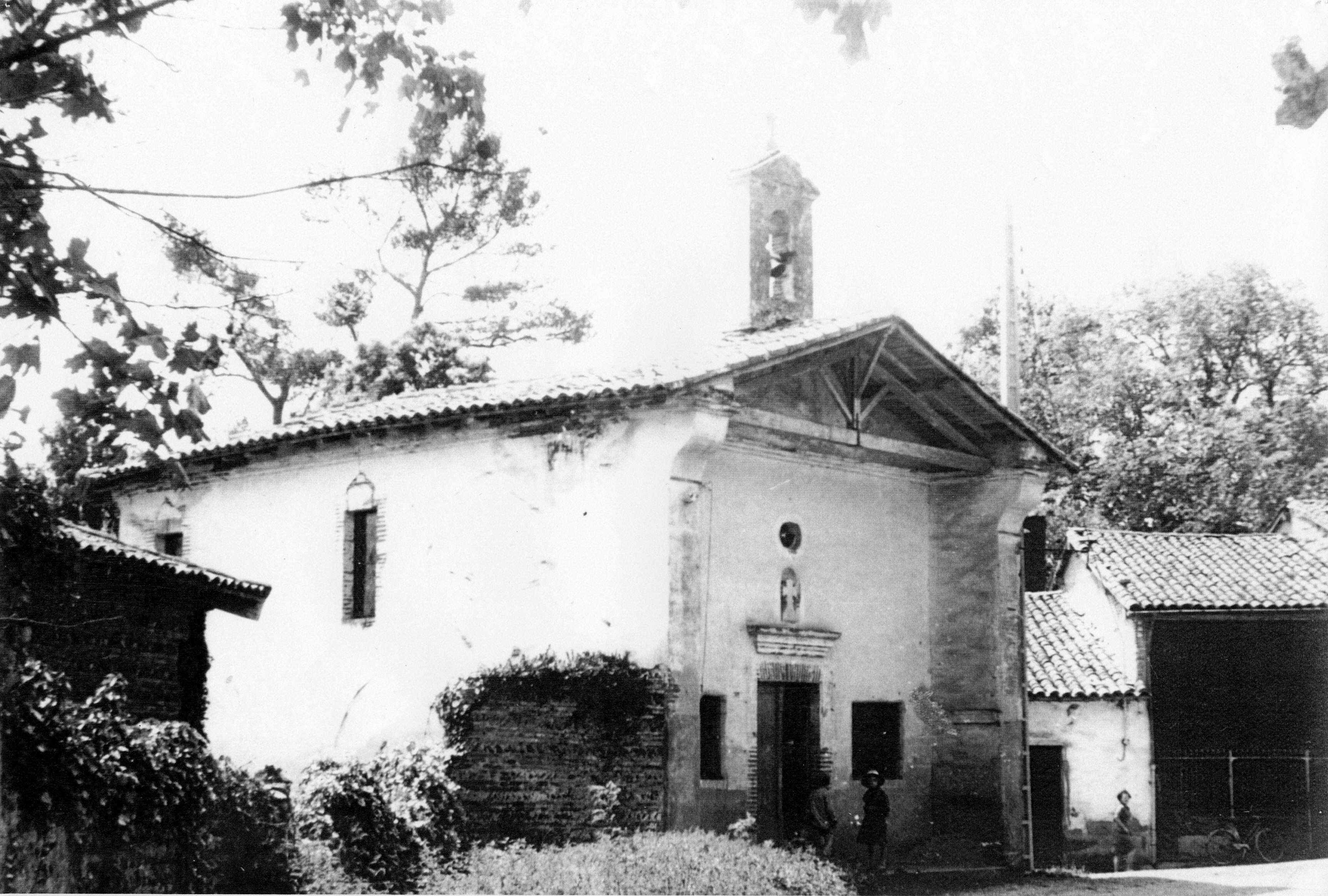
Chapelle Notre-Dame-du-Bout-du-Pont de Lherm

### Restaurations importantes auXXesiècle
Après la guerre 39-45, la chapelle est en grand péril. Son plafond à décor peint, où figurait semble-t-il un calvaire, est démoli pour être remplacé par un plafond en plâtre. En 1977, à l'aide d'une souscription, le peintre toulousain Abel Clarens restaure le décor du chœur.
La charpente est également consolidée et ses vitraux sont restaurés par une Lhermoise pieuse et artiste. C'est en 2024 qu'une l'équipe municipale entreprend un nouveau remaniement de la toiture et de la zinguerie.

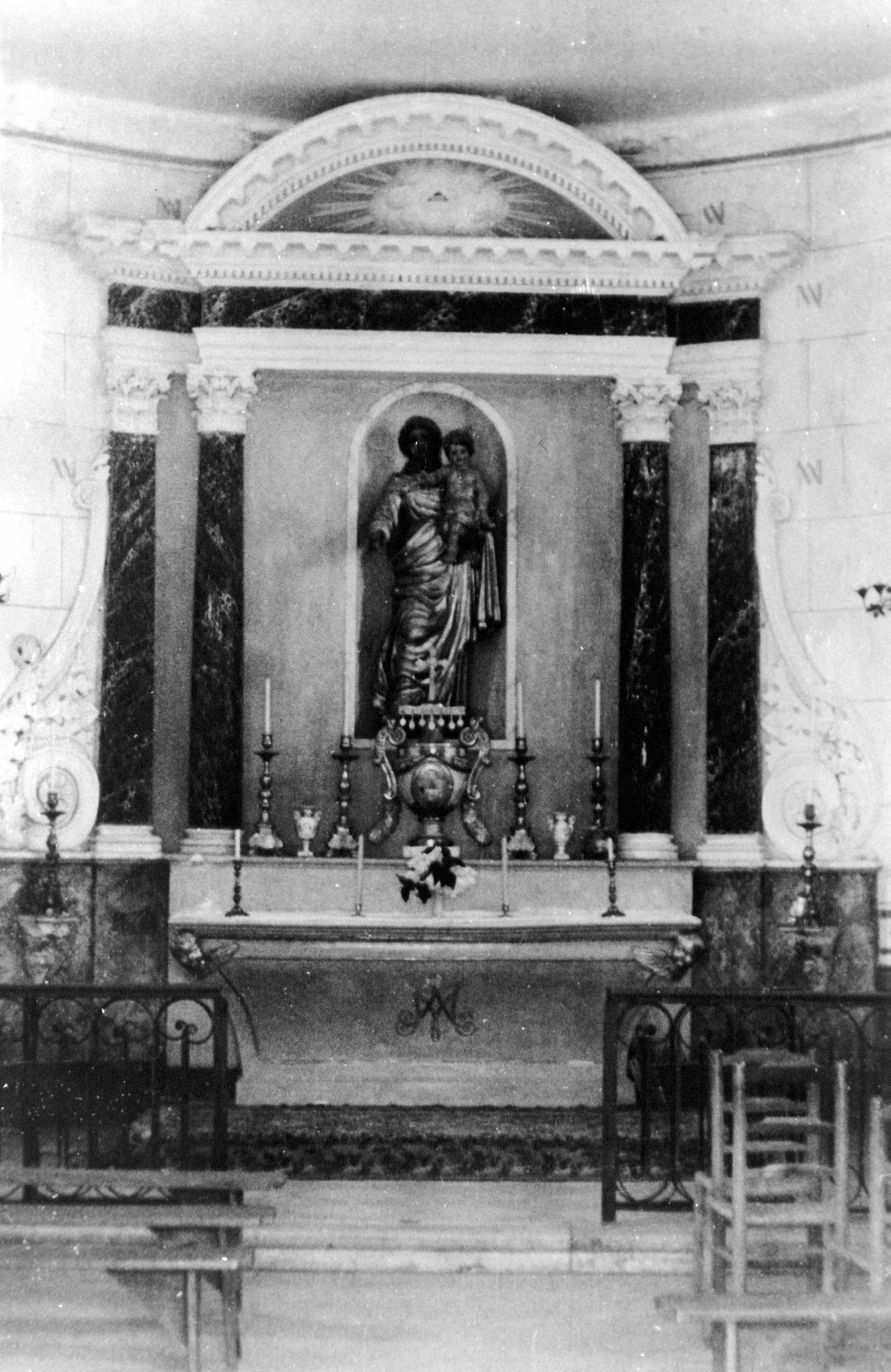
Coeur restauré de la chapelle Notre-Dame-du-Bout-du-Pont de Lherm

## Protection
L'édifice est inscrit au titre des monuments historiques par arrêté du 1er février 1978.